# Domin József Ferenc
Domin József Ferenc (Josip Franjo Domin, Zágráb, 1754. január 27. – Zágráb, 1819. január 19.) teológiai és bölcseleti doktor, egyetemi tanár, chasmai címzetes zágrábi kanonok és vaskai apát, a nápolyi és firenzei tudományos akadémia tagja.

## Élete
Szülővárosában 1769-ben végezte a logikát, mire a jezsuita rendbe lépett, és bölcseletdoktori oklevelet nyert. A rend feloszlatása után világi pap lett a zágrábi egyházmegyében. Tanított a győri, zágrábi és pécsi akadémiákon. 1791. december 1-jén a pesti egyetemhez Horváth János helyébe a fizika és mechanika tanárává nevezték ki. 1794–1796-ban a bölcseleti kar dékánja és 1797-ban rektor volt.
1800-ban kanonok lett Zágrábban. Gyászbeszédet Klohammer Ferenc akadémiai igazgatóhelyettes (Zágráb, 1819.) mondott fölötte. Tagja volt a nápolyi királyi Arcádiának (1799 március) és az etruszk akadémiának (1802. december 10.) Könyvtárát testvére a zágrábi akadémiának ajándékozta.

## Munkái
- Dissertatio physica de aeris factitii genesi et utilitatibus. Jaurini, 1784
- Dissertatio Sono campanarum fulmina promoveri potius, quam prohiberi prolusio habita. Quinque-Ecclesiis, 1786
- Commentatio in electricitatem medicam regii musei physici Quinque-Ecclesiensis. Zagrabiae, 1789
- Reflexionis quibus auctor commentationis de electricitate medica in museo physico Quinque-Ecclesiensi experimentis comprobata Julii Tranquilli aminadversioni in eandem Zagrabiae anno 1789 editae respondet Budae, 1790 (névtelenül)
- Commentatio altera de electricitate medica, in museo physico Quinque-Ecclesiensi experimentis comprobata. Pestini, 1793
- Ars electricitatem aegris tuto adhibendi, cum propriis, tum aliorum virorum celeberrimorum experimentis innixa. Uo. 1795. (2. kiadás. Uo. 1796)
- Lampadis electricae optimae notae descriptio eaque utendi ratio. Uo. 1799. (Német fordítása Schedius Lajos jegyzeteivel. Uo. 1800)